# Брента (село)
Вижте пояснителната страница за други значения на Брента.
Брѐнта (на италиански и на ломбардски: Brenta) е село и община в Северна Италия, провинция Варезе, регион Ломбардия. Разположено е на 276 m надморска височина. Населението на общината е 1697 души (към 2017 г.).